# Cam Giá
Cam Giá là một phường thuộc thành phố Thái Nguyên, tỉnh Thái Nguyên, Việt Nam.

## Địa lý
Phường Cam Giá nằm ở phía đông nam thành phố Thái Nguyên, có vị trí địa lý:
- Phía đông giáp xã Đồng Liên
- Phía tây giáp phường Phú Xá
- Phía nam giáp phường Hương Sơn và phường Trung Thành
- Phía bắc giáp phường Gia Sàng và các xã Đồng Liên, Huống Thượng.

Phường Cam Giá có diện tích 9,00 km², dân số năm 1999 là 10.186 người, mật độ dân số đạt 1.132 người/km².
Trên địa bàn phường có Công ty Gang thép Thái Nguyên, một cơ sở kinh tế quan trọng trong quá trình phát triển của thành phố Thái Nguyên.

## Lịch sử
Phường Cam Giá hiện nay trước đây vốn là xã Cam Giá thuộc huyện Đồng Hỷ.
Ngày 19 tháng 10 năm 1962, Chính phủ ban hành Quyết định số 114-CP. Theo đó, xã Cam Giá thuộc huyện Đồng Hỷ được sáp nhập vào thành phố Thái Nguyên.
Ngày 8 tháng 4 năm 1985, Hội đồng Bộ trưởng ban hành Quyết định số 109-HĐBT. Theo đó, thành lập phường Cam Giá thuộc thành phố Thái Nguyên trên cơ sở toàn bộ diện tích và dân số của xã Cam Giá.
Đến năm 2019, phường Cam Giá được chia thành 32 tổ dân phố, gồm các tổ dân phố đánh số từ 1 tới 21; các tổ dân phố 22A, 22B và các tổ dân phố đánh số từ 23 tới 31.
Ngày 11 tháng 12 năm 2019, sáp nhập tổ dân phố 2 vào tổ dân phố 1, sáp nhập hai tổ dân phố 3 và 4 thành tổ dân phố 2, sáp nhập hai tổ dân phố 5 và 6 thành tổ dân phố 3, sáp nhập ba tổ dân phố 7, 8, 9 thành tổ dân phố 4, sáp nhập hai tổ dân phố 10 và 11 thành tổ dân phố 5, sáp nhập ba tổ dân phố 12, 13, 14 thành tổ dân phố 6, sáp nhập hai tổ dân phố 15 và 16 thành tổ dân phố 7, sáp nhập ba tổ dân phố 17, 18, 19 thành tổ dân phố 8, sáp nhập bốn tổ dân phố 20, 21, 22A, 22B thành tổ dân phố 9, sáp nhập hai tổ dân phố 23 và 24 thành tổ dân phố 10, sáp nhập hai tổ dân phố 25 và 26 thành tổ dân phố 11, sáp nhập hai tổ dân phố 27 và 28 thành tổ dân phố 12, sáp nhập ba tổ dân phố 29, 30, 31 thành tổ dân phố 13.

## Hành chính
Phường Cam Giá được chia thành 13 tổ dân phố: 1, 2, 3, 4, 5, 6, 7, 8, 9, 10, 11, 12, 13.